# アディスアベバ・ジブチ鉄道
アディスアベバ・ジブチ鉄道（アムハラ語:  አዲስ አበባ–ጅቡቲ የባቡር መስመር、フランス語: Chemin de fer Addis Abeba–Djibouti、中国語: 亚吉铁路）は、エチオピア連邦民主共和国のセベタから首都・アディスアベバを経由し、ジブチ共和国の首都・ジブチ市を結ぶ標準軌（1,435 mm）の国際電化鉄道。中国の支援により建設が行われ、2016年10月5日から暫定的な営業運転を開始した。

## 歴史

### 開業まで
エチオピアとジブチの間には、フランスの出資により1901年に開通、1917年に全通した狭軌（1,000 mm）の国際鉄道であるジブチ・エチオピア鉄道（フランス語: Chemin de Fer Djibouto-Éthiopien）が存在するが、第二次世界大戦以降は道路輸送の発達に加えてオガデン戦争を始めとする国内情勢、更に長年のメンテナンス不足により衰退が進行し、2008年にはアディスアベバ-ディレ・ダワ間が廃止されるまでに至った。この鉄道はエリトリアの分離独立によって内陸国となったエチオピアにとって貿易の95％以上を占めるジブチ港とエチオピアを結ぶ重要な役割を持っていた。この事態を受け、エチオピア政府とジブチ政府は欧州連合からの支援による残された路線（ディレ・ダワ-ジブチ市間）の更新計画を打ち出し世界各国の企業と交渉を行うも、2009年の時点で僅か5 kmしか更新工事が行われない状態であった。
そんな中、エチオピアを一帯一路計画のモデル国家として位置づけ投資を強めている中国の国営企業である中国中鉄と中国鉄建は、2011年にエチオピア政府との間で新たに標準軌（1,435 mm）の電化鉄道を建設する契約を交わした。エチオピア政府側も与党であるエチオピア人民革命民主戦線の連立政権による主導の元で交通網などを整備し2025年までに中所得国になる計画（GTP, Growth and Transformation Plan）を掲げており、その一環として輸送力増強のための鉄道建設は急務であった。
中国中鉄および中国鉄建の子会社である中国土木工程集団有限公司の二社による主導により2012年4月から計画が始まり、設計や資材、駅舎、車両など全ての要素は中国国鉄と同じ規格を採用した他、接客についても中国国鉄を基にした指導が行われた。建設費用である40億米ドルについては70％を中国の輸出入銀行が賄った。総延長759 kmの線路の建設は2014年5月から2015年6月の間に行われたが、同年から2016年にかけてエルニーニョの影響でエチオピア国内で大規模な旱魃（干ばつ）が起きた際にはこの開業前の線路を利用してディーゼル機関車牽引の貨物列車を走らせ、9万 tの食料を輸送した。
そして2016年10月5日にまずエチオピア側の路線を用いた暫定的な営業運転が始まり、翌2017年1月からはジブチ側の路線でも同様の運転が開始された。全区間を用いた本格的な旅客・貨物列車の営業運転開始は2018年1月1日からである。

### 開業後
2017年の全区間暫定開業以降、中国中鉄と中国土木工程集団有限公司は共同で2023年までの6年間エチオピア・ジブチ鉄道の運営権を所得し、その後現地企業に運営権が移行して以降も2025年まで技術支援を続ける「6+2」形式と呼ばれる運営形式を採用している。その受け皿となるエチオピア・ジブチ両政府が出資するエチオピア・ジブチ標準軌鉄道輸送S.C.（Ethio-Djibouti Standard Gauge Rail Transport S.C ）は2017年に設立されている。
2018年の時点で、中国国内でも鉄道の持続性を危ぶむ声が上がり、銀行はリスクを避けるために追加融資を遅らせるようになった。2023年12月、エチオピア政府は2国間債務の利払いを停止。事実上デフォルト状態に陥った。

## 路線
経路は旧来のジブチ・エチオピア鉄道に並行しているが多くの区間は高速運転が可能な設計になっており、駅舎についても都市の郊外に作られた。全区間の高低差は2,500 mにも及び、アワッシュ川を跨ぐ全長135 mの橋梁を含め、全路線の3％が橋梁、もしくは高架線で建設されている一方トンネルは存在しない。またエチオピア国内のセベタ-アダマ間の113 kmは複線区間となっている。
営業最高速度は旅客列車が120 km/h、貨物列車が80 km/hである。

## 車両

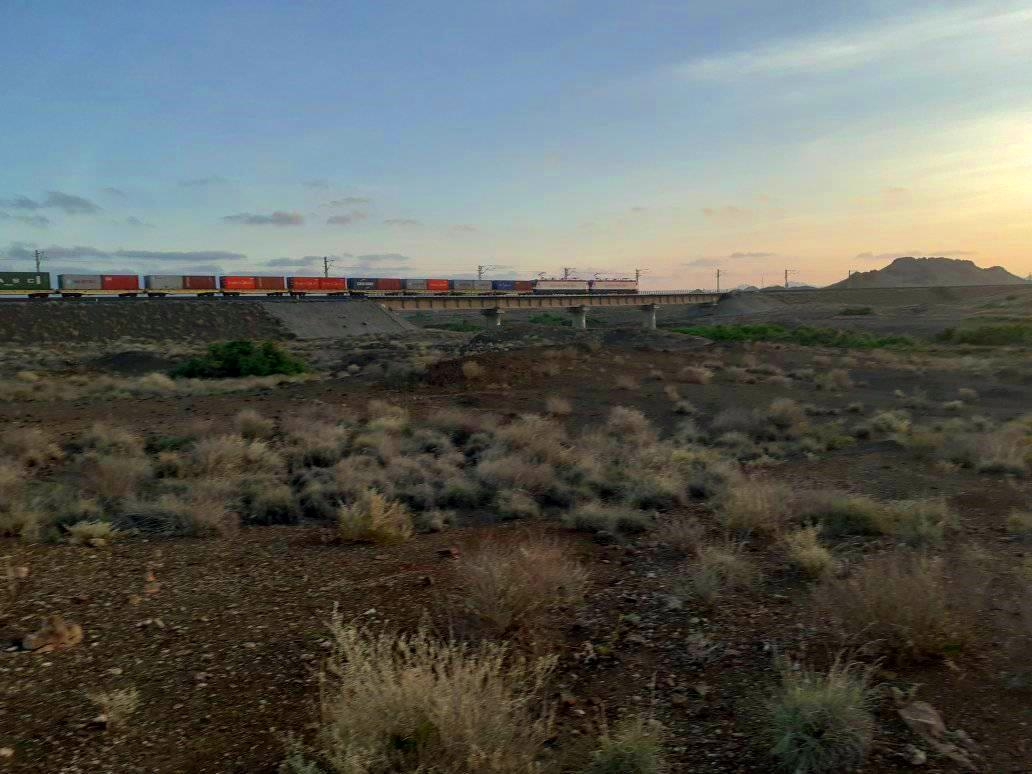
ジブチのアリ・サビエ州を通過する貨物列車（2022年撮影）

開業時に導入された車両は電気機関車35両、ディーゼル機関車6両、客車30両、貨車1,100両である。

### 電気機関車
株洲電力機車が中国国鉄向けに製造する和諧1C（HXD1C）型電気機関車を基にした車両が導入され、重連運転を行う貨物用にはERF型、単機で客車を牽引する旅客用にはERP型の形式名が付けられている。そのうちERP型は車内に600 V独立電源を搭載し、ジャンパ線を介して連結する客車に冷暖房などの電力を供給する事が出来る。

### ディーゼル機関車
大連機車車輛が中国国鉄向けに製造する、入換・小運転用の東風10DD（DF10DD）型ディーゼル機関車が導入される。

### 客車
長春軌道客車が製造した、中国国鉄でも運用されている25G型客車と同型客車が運用に就いている。全30両のうち20両が硬座車（座席車）、4両が硬臥車（寝台車）、4両が軟臥車（優等寝台車）、2両が餐車（食堂車）で、最高速度は120km/hである。

### 貨車
有蓋車、無蓋車、冷蔵車、タンク車、ホッパ車、二段積みの車運車、コンテナ輸送用の長物車などが導入されている。

## 課題
2016年の暫定開業の時点で、インフラ整備や保守について十分な検討がされておらず、延長計画に関する中国の融資も滞っている事からアディスアベバ・ジブチ鉄道の持続可能性は低いと言う懸念が中国国内で存在していた。営業開始後も電力不足により利用率が計画よりも低く、エチオピア側による建設費用の40億米ドルの返済期限を延長する措置が取られる事態となっており、中国側も国有企業の中国輸出信用保険公司に10億米ドルの損失が発生している。